# Labeotropheus
Labeotropheus è un genere di pesci d'acqua dolce appartenente alla famiglia Cichlidae, sottofamiglia Pseudocrenilabrinae, che conta due sole specie.

## Distribuzione e habitat
Entrambe le specie sono endemiche del Lago Malawi, in Africa orientale.

## Alimentazione
I Labeotropheus hanno dieta onnivora: si nutrono di alghe, piccoli crostacei, vermi e insetti.

## Pesca
Sono oggetto di pesca per l'alimentazione umana.

## Acquariofilia
Entrambe le specie sono apprezzate mbuna d'acquario, ricercate dagli allevatori appassionate per la bellissima varietà di livree.

## Tassonomia
Al genere appartengono due sole specie. Tuttavia la grande varietà di colorazioni esistenti richiede maggiori studi tassonomici e ricerche molecolari per decidere se vi siano ulteriori specie da classificare o se rientrano nelle diverse sottospecie e varietà.
| Labeotropheus fuelleborni | Ahl, 1926 | 30 cm | Link |  | Least concern |
| Labeotropheus trewavasae  | Ahl, 1926 | 12 cm | Link |  | Least concern |